# جدال براؤر و هیلبرت
جدال براؤر و هیلبرت از مهم‌ترین منازعات درونی ریاضیات در قرن بیستم است. اختلاف نظر و برخورد دو ریاضیدان برجسته یعنی داوید هیلبرت و ال. ای. جی. براؤر که به ترتیب طرفدار مکتب‌های صورتگرایی و شهودگرایی بودند، منجر به آفرینش وقایعی شد که در پایان آن براؤر به حاشیه رانده و عملاً منزوی شد. 

## پیش‌زمینه

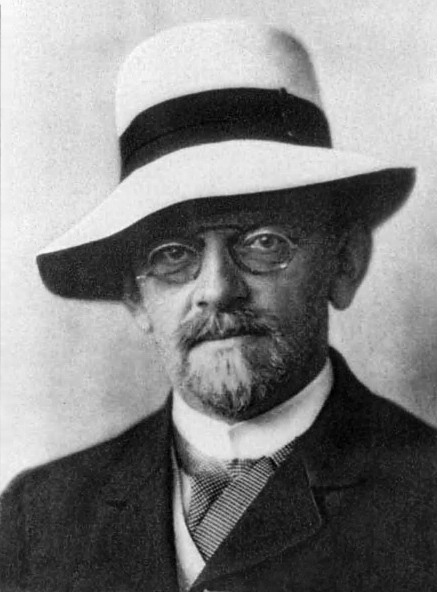
داوید هیلبرت در ۱۹۱۲

امروزه نام‌های براؤر و هیلبرت یادآور دو حریف اصلی در مهم‌ترین منازعهٔ درونی ریاضیات در قرن بیستم، یعنی «مجادله بر سر مبانی» است. ولی رابطه این دو نفر همواره تیره نبوده‌است. حدود بیست سال پیش از شروع اختلاف، براؤر در ناحیهٔ ساحلی اشونینگن با هیلبرت که نوزده سال از او بزرگتر بود دیدار کرد و بلافاصله به تمجید از او پرداخت و او را «ریاضیدان اول جهان» نامید. هیلبرت نیز نبوغ براؤر جوان را تشخیص می‌داد و در کل به او احترام می‌گذاشت. در طی یک دوره طولانی نامه‌های براؤر به هیلبرت لحن صمیمانه و گرمی داشت.
براؤر در سال ۱۹۰۷ در پایان‌نامهٔ خود به وضوح از صورتگرایی هیلبرت انتقاد کرده بود اما این کار هیچ اختلاف محسوسی بین آن‌ها به وجود نیاورد. رابطهٔ آن‌ها تا مدت‌ها دوستانه باقی‌ماند. گوتینگن وطن علمی دوم براؤر بود و زمانی که در سال ۱۹۱۲ دانشگاه آمستردام او را برای تصدی یک کرسی در نظر گرفت، هیلبرت توصیه‌نامه پرحرارتی برایش نوشت. در ۱۹۱۹ هیلبرت تا آنجا پیش رفت که پیشنهاد تصدی یک کرسی را در گوتینگن به او پیشنهاد کرد ولی براؤر این پیشنهاد را نپذیرفت.
در دههٔ بیست که براؤر شروع به مبارزه برای به کرسی نشاندن دیدگاه‌های خود در مورد مبانی کرد، روابط گرم اولیه‌اش با هیلبرت به سردی گرایید. هیلبرت هم تن به مبارزه داد. او خطر یک انقلاب شهودگرایانه را جدی گرفته بود. براؤر سخنرانی‌های موفقیت‌آمیزی در همایش‌های انجمن ریاضی آلمان ایراد کرد. رشته سخنرانی‌های او در برلین در ۱۹۲۷ هیجان زیادی ایجاد کرد. حتی در میان مردم عادی سخن از کودتا در ریاضی به میان آمد. در ماه مارس ۱۹۲۸، براؤر سخنرانی‌هایی در وین ایراد کرد که بیشتر جنبهٔ فلسفی داشت. روی هم رفته آیندهٔ شهودگرایی درخشان به نظر می‌رسید.
با گذشت زمان اختلاف نظر علمی بین براؤر و داوید هیلبرت به دشمنی شخصی تبدیل شد. «مجادله بر سر مبانی» درگیری بین دو شخصیت قوی علمی بود که هر دو اعتقاد داشتند رسالت نجات ریاضیات از نابودی را بر عهده دارند. از خاتمهٔ جنگ جهانی اول براؤر جانب ریاضیدانان آلمانی را که تحت مقررات سخت و تحریم بین‌المللی بودند گرفته بود. مثلاً او به شدت با مشارکت برخی از ریاضیدانان فرانسوی در تهیه شماره ویژه ماتماتیشه آنالن به یادبود ریمان مخالفت ورزید و موجب رنجش هیلبرت شد. وی همچنین علیه شرکت ریاضیدانان آلمانی در کنگره بین‌المللی ریاضیدانان در بولونیا در ماه اوت ۱۹۲۸ به مبارزه پرداخت. هیلبرت نیز از تمام نفوذ و اعتبار خود برای مقابله با او استفاده کرد و نتیجه آن شد که عدهٔ نسبتاً زیادی از ریاضیدانان آلمانی همراه با هیلبرت به بولونیا رفتند.

## اخراج براؤر از ماتماتیشه آنالن
براؤر در ۱۹۱۴ به ماتماتیشه آنالن دعوت شد و به جمع ویراستاران آن پیوست. در ۱۹۲۸ داوید هیلبرت که احساس می‌کرد عمرش رو به پایان است و از قدرت گرفتن براؤر نگران بود تصمیم به اخراج براؤر از هیئت ویراستاران آنالن گرفت. وی برای اخراج براؤر به موافقت سایر ویراستاران آنالن احتیاج داشت. بنابراین با فرستادن نامه‌هایی به سایر ویراستاران آن‌ها را در جریان تصمیم خود قرار داد. او در ۱۵ اکتبر ۱۹۲۸ نامه‌ای جداگانه به اینشتین (که یکی از ویراستاران ارشد آنالن بود) فرستاد و از او اجازه خواست که نامه اخراج را بفرستد. وی دلایل خود را در بخشی از نامه چنین نوشت:
تنها برای جلوگیری از سوءتفاهم‌ها و جار و جنجال بیشتر، که در شرایط فعلی زائد و زحمت افزاست، مایلم خاطرنشان کنم که تصمیم من–مبنی بر اینکه تحت هیچ شرایطی با براؤر در یک هیئت ویراستاران نباشم– قاطع و تغییر ناپذیر است. در توضیح درخواست خود مایلم به اختصار به نکاتی اشاره کنم: ۱. براؤر به خصوص با اطلاعیهٔ اخیرش خطاب به ریاضیدانان آلمانی پیش از کنفرانس بولونیا به من، و به گمان من به اکثریت ریاضیدانان آلمانی توهین کرده‌است. ۲. به خصوص به دلیل موضع خصمانهٔ آشکارش در مقابل دوستان ریاضیدان خارجی، به ویژه در حال حاضر، برای عضویت هیئت ویراستاران ماتماتیشه آنالن نامناسب است. ۳. من دوست دارم مطابق خواست بنیانگذاران این نشریه، گوتینگن تکیه‌گاه اصلی ماتماتیشه آنالن باشد. کلاین هم که پیش از همه ما به جنبه زیانبار فعالیت براؤر پی‌برده بود، اگر اکنون زنده می‌بود با نظر من موافقت می‌کرد...

### بی‌طرفی اینشتین

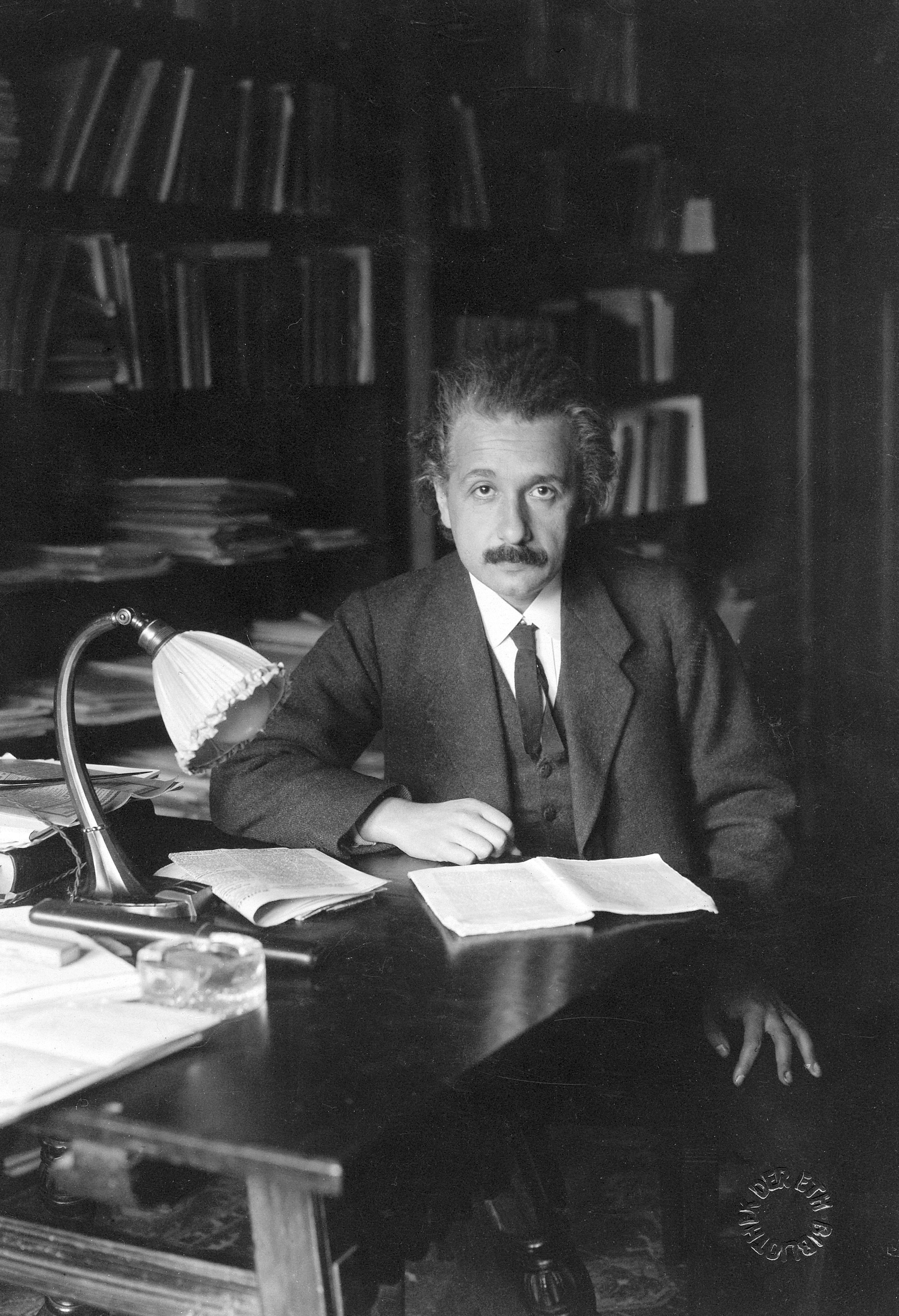
آلبرت اینشتین در دانشگاه هومبولت برلین، ۱۹۲۰

اما اینشتین تسلیم درخواست هیلبرت نشد. وی قاطعانه تصمیم گرفته بود بی‌طرفی خود را حفظ کند او از اهمیت براؤر به خوبی آگاه بود و دوست نداشت که او مورد تعدی واقع شود. اینشتین در پاسخ به هیلبرت (۱۹ اکتبر ۱۹۲۸) نوشت:
من او [براؤر] را علی‌رغم احترامی که برای قدرت ذهنش قائلم، یک بیمار جامعه ستیز می‌دانم و به نظر من اقدام علیه او نه توجیه منصفانه‌ای دارد و نه مناسب است. من می‌گویم: «آقا، به او آزادی یک دلقک را بدهید!» اگر نمی‌توانید خودتان را به این کار قانع کنید چون رفتار او اعصاب شما را بیش از حد ناراحت کرده‌است، هر کاری می‌خواهید خودتان بکنید. ولی من، به دلایل بالا نمی‌توانم چنین نامه‌ای را امضا کنم.
اما هیلبرت در ۲۷ اکتبر ۱۹۲۸ در یادداشت کوتاهی به براؤر که نسخه‌هایی از آن به سایر ویراستاران ارسال شده بود چنین نوشت:
چون به دلیل ناسازگاری دیدگاه‌هایمان در موضوعات اساسی همکاری من با شما ممکن نیست، من از ویراستاران اجرایی ماتماتیشه آنالن اجازه خواستم، و بلومنتال و کاراتئودوری این اجازه را دادند، که به شما اطلاع دهم از این پس از همکاری شما در ویراستاران آنالن صرف‌نظر می‌کنیم و بنابراین نام شما از صفحه عنوان حذف می‌شود و در عین حال، من از طرف ویراستاران آنالن از فعالیت‌های گذشتهٔ شما در مجله‌مان سپاسگزاری می‌کنم.

### واکنش براؤر
طولی نکشید که براؤر واکنش نشان داد. او بسیار حساس بود و وقتی هیجان زده می‌شد اغلب دچار حمله‌های عصبی می‌گشت. پس از اطلاع از تصمیم هیلبرت تا چند روز تبدار و بیمار بود. وی در نامه‌ای که دوم نوامبر به کاراتئودوری و بلومنتال فرستاد اعلام کرد تنها در صورتی حاضر است با هیلبرت به دلیل ناسالم بودن عقلش با احترام رفتار کند، که خانم هیلبرت و پزشک معالج او کتباً این موضوع را از او بخواهند.
براؤر در ۵ نوامبر ۱۹۲۸ دو نامه با دو لحن کاملاً متضاد نوشت. یکی را برای خانم هیلبرت فرستاد و در آن با لحنی دوستانه از او خواهش کرد که جلوی همسرش را بگیرد. نامهٔ دوم که شامل دفاعی قاطعانه بود و لحنی ستیزه جویانه داشت به ناشر (اشپرینگر) و ویراستاران آنالن فرستاده شد. براؤر در نامهٔ دوم اختلاف ده سالهٔ بین هیلبرت و خود را عامل اخراجش دانسته بود.
بجز اینشتین که بی‌طرفی کامل را رعایت کرد، بیشتر ویراستاران به طرفداری از هیلبرت موضع گرفتند. خود هیلبرت دیگر در منازعه شرکت نداشت. موضع او یکبار برای همیشه مشخص شده بود و با توجه به بیماریش تحولات ماجرا تا جای ممکن از او مخفی نگاه داشته می‌شد.

### جدال قورباغه و موش
در آن زمان خصومتی آشکار بین ریاضیدانان گوتینگن و برلین وجود داشت. در ماجرای تحریم کنگرهٔ بولونیا، جناح برلین ناکام مانده و هیلبرت پیروزی بی‌چون و چرایی کسب کرده بود. اختلاف بین برلین و گوتینگن دلیل مهمی برای حل و فصل بی‌سر و صدای مسئلهٔ آنالن بود. اگر این جنجال ادامه می‌یافت خطر انشقاق، جامعه ریاضی آلمان را تهدید می‌کرد.
در این ماجرا آلبرت اینشتین بخاطر اعتبار علمی و معنویش چهرهٔ بسیار مهمی بود. اگر او به طرفداران هیلبرت می‌پیوست، نیمی از راه پیروزی در جدال طی شده بود. ولی با وجود کوشش برن برای وادار کردن او به جانبداری از هیلبرت، وی مصممانه بی‌طرف ماند. اینشتین در نامه‌ای که در ۲۷ نوامبر به برن نوشت این ماجرا را به جدال قورباغه و موش تشبیه کرد و پس از اعلام بی‌طرفی اکیدش نوشت:
اگر بیماری هیلبرت جنبهٔ اندوهباری به این ماجرا نداده بود این جدال قلمی در نظر من یکی از خنده‌آورترین و موفق‌ترین نمایش‌های کمدی می‌بود که بازیگرانش خودشان را خیلی جدی می‌گیرند. بدون هیچگونه حب و بغض شخصی به اختصار خاطر نشان می‌کنم که به عقیدهٔ من برای مقابله با تأثیر بسیار عظیم براؤرِ تقریباً دیوانه در ادارهٔ آنالن راه‌های کم‌دردسرتر از اخراج او از هیئت ویراستاران وجود داشته‌است. ولی این مطلب را به‌طور خصوصی می‌گویم و قصد ندارم با سلاح قلمی دیگری همچون یک قهرمان وارد این جنگ موش و قورباغه بشوم.
نامهٔ اینشتین به براؤر و بلومنتال (۲۵ نوامبر) لحن سرزنش‌آمیزتری داشت:
من متأسفم که مانند بره‌ای معصوم وارد این گلهٔ گرگان ریاضی شده‌ام. زیرکی و پیچیدگی این افراد در کارهای علمیشان چنان مرا تحت تأثیر قرار داده است که نمی‌توانم در این قضیه غیر علمی به قضاوت نسبتاً درستی برسم. پس لطفاً بگذارید در موضع «نه تمجید، نه تقبیح» خودم بمانم و نقش ناظری شگفت‌زده را ایفا کنم. با بهترین آرزوها برای تداوم هرچه بیشتر این مبارزه شرافتمندانه و مهم.

### انحلال هیئت ویراستاران آنالن
در قراردادی که در ۲۵ فوریه ۱۹۲۰ بین ناشر، اشپرینگر و ویراستاران ارشد، فلیکس کلاین، داوید هیلبرت، آلبرت اینشتین و اوتو بلومنتال بسته شده بود، ابهام‌هایی وجود داشت. به عنوان مثال وضعیت هیئت ویراستاران از لحاظ آیین‌نامه و مقررات مبهم بود. تصمیم هیلبرت مبنی بر اخراج براؤر با وجود مخالفت دو تن از ویراستاران ارشد، حتی اگر از لحاظ قانونی معتبر می‌بود، وجاهت و اعتبار معنوی نداشت.
کاراتئودوری در نامه‌ای به بلومنتال در ۲۷ نوامبر برای اولین بار پیشنهاد انحلال کامل هیئت ویراستاران و تشکیل یک هیئت جدید را مطرح کرد. در آن زمان آنالن صدمین جلد خود را به پایان می‌رسانید و موقعیت خوبی بود که در پایان جلد صد و یکم، یک «سری جدید» یا «سری دوم» با تغییر هیئت ویراستاران آغاز گردد.  پیشنهاد کاراتئودوری مورد موافقت اشپرینگر، بلومنتال و هیلبرت قرار گرفت. حتی اینشتین هم که تحت فشار قرار گرفته بود با آن موافقت کرد. ناشر نیز پس از مشورت‌های حقوقی معمول شروع به تجدید سازمان نشر کرد و نتیجه کار (در ۲۷ دسامبر) به ویراستاران اطلاع داده شد. از براؤر هم مانند دیگران بخاطر خدماتش تقدیر شد و این امتیاز را به او دادند که شماره‌های آینده آنالن را رایگان دریافت کند.

## پیامدها
سال ۱۹۲۸ پایان جدال هیلبرت و براؤر بر سر مبانی بود. براؤر از آن پس به انزوا کشانده شد. او دیگر اشتیاقی به ترویج شهودگرایی نداشت. براؤر به کار در این زمینه ادامه داد اما در مقیاس محدود و با پیروانی اندک. در واقع کل فعالیت‌های ریاضی او طی مدت‌های زیاد نسبت به سایر فعالیت‌هایش حالتِ حاشیه‌ای داشت. در طی دههٔ ۱۹۳۰ براؤر فقط دو مقالهٔ کوتاه دربارهٔ توپولوژی منتشر کرد به برنامه‌ها و به فعالیت‌های مختلفی پرداخت که ربطی به ریاضیات نداشت.

## یادداشت
1. ↑  هیلبرت در آن زمان به کم‌خونی حاد دچار بود. وی در سال ۱۹۴۳ درگذشت.
2. ↑  براؤر با فرستادن این نامه حس همدردی نسبت به خود را تا حد زیادی از بین برد و بهانه‌ای برای مخالفت با خود به دست حریفانش داد.